# Въздушна възглавница
Вижте пояснителната страница за други значения на Еърбег.
Въздушната възглавница, наричана още еърбег (от английски: airbag), е автомобилно устройство, предназначено да предпазва човешкото тяло като намали постепенно движението му, предизвикано от рязкото спиране на автомобила.

## Устройство
Въздушната възглавница представлява сгъната перфорирана текстилна торба и патрон, пълен с две съставки: натриев азид и калиев нитрат, които при смесване отделят азот. Поради токсичността на натриевия азид по-модерните въздушни възглавници са с пиропатрон. Сензор в автомобила, наречен акселерометър, измерва рязкостта и посоката на удара според степента на намаляване на скоростта на движение. При необходимост то задейства патрон, който изпълва въздушната възглавница с газ за стотни от секундата. Тъй като е перфорирана, азотът се изпуска постепенно, поемайки кинетичната енергия и абсорбирайки голяма част от силата на удара.

## Видове
Първоначално въздушни възглавници са поставяни само във волана, тъй като самата му конструкция и положение е представлявала най-голям риск от травми, дори и при поставен предпазен колан. Впоследствие започва монтирането и в таблото пред пасажера на предната седалка. Освен тези две се монтират и:
- странични въздушни възглавници във външната част на облегалката на предните седалки или в самата врата, предпазващи от страничен удар;
- предпазни въздушни възглавници тип „завеса“, монтирани в сгъвката на покрива за предпазване на главата от удар или излизане извън очертанията на каросерията при счупване на стъклото;
- въздушни възглавници, предпазващи колената на шофьора и пътниците на предните седалки;
- централна въздушна възглавница в горната част на седалките, предпазващи главите на пътниците от удар една в друга;
- въздушна възглавница върху предпазния колан.

## Деактивация
Въздушната възглавница за предната пасажерска седалка е снабдена с деактивиращо устройство. Деактивацията се налага при превоз на бебета и малки деца в специално столче, поставено на предната пасажерска седалка с гръб по посоката на движение, тъй като при инцидент и задействане на тази въздушна възглавница, рисковете от травми и задушаване са по-големи от евентуалните ползи. При деактивацията на въздушната възглавница на предното пасажерско място светва контролна светлина на таблото на автомобила.
При някои автомобили въздушната възглавница срещу предната пасажерска седалка е в режим на готовност само при поставен предпазен колан на пътника, което е още една причина за задължителното поставяне на предпазните колани.

## История
Първите патенти, свързани с въздушни възглавници, датират от 50-те години на 20 век. Един от учените, работещи по тази технология, е и българинът Асен Йорданов. Патентът на германеца Валтер Линдерер (германски патент #896312) се основава на система за сгъстен въздух, освободена при контакт с бронята или от самия водач. Американецът Джон Хетрик получава през 1953 г. патент за „устройство за предпазна възглавница за автомобилни превозни средства", също базирана на сгъстен въздух (U.S. #2 649 311). По-късни изследвания през 60-те години на 20 век доказват, че сгъстеният въздух не е в състояние да надуе въздушните възглавници достатъчно бързо, за да бъде ефективен. През 1964 г. японският автомобилен инженер Ясузабуру Кобори разработва система, която използва експлозивно устройство за раздуване на въздушните възглавници, за което той получава патенти в 14 държави. Пробивът е постигнат с патента на Алън Брийд (U.S. #5 071 161) и единствената налична тогава технология за сензор, отчитащ катастрофа. Брийд изобретява неговия „сензор и система за безопасност“ през 1968 г. – първата в света електромеханична система за въздушни възглавници в автомобил.
През 1971 г. за първи път Ford Motor Company поставя експериментално въздушни възглавници, а първият автомобил, който може да се поръча с въздушна възглавница за пътника до водача, е Mercury Monterey от 1972 г.
С най-голям принос за развитието на въздушните възглавници е компанията General Motors, която поставя въздушна възглавница на Chevrolet Impala, предназначени за правителствени автомобили. През 1973 г. Oldsmobile Toronado става първата свободно продавана кола с пътническа въздушна възглавница за пътника до водача. По-късно GM я предлагат като опция в Oldsmobile (1975 г.) и Buick (1976 г.), По това време Cadillac също имат опция за шофьорската и пътническата въздушна възглавница.
Както всичко ново, началото е белязано от инциденти. През 1977 г. Дженеръл Мотърс дори спира влагането на въздушни възглавници в новите си автомобили, под претекст че няма търсене, като дори лобира заедно с Форд пред американските власти против влагането им в автомобилите. Усилията им се оказват безрезултатни и така през 1984 Ford Tempo отново се предлага с опция за въздушна възглавница. Първият автомобил, оборудван стандартно с две въздушни възглавници, е Porsche 944 Turbo от 1987 г.
През 1994 г. TRW пръв започва производството на въздушна възглавница, надувана с газ. От 1998 г. въздушните възглавници са задължителни във всички нови автомобили.